# 阿拉姆·哈恰圖良
阿拉姆·哈恰圖良（羅馬化：Aram Xačatryan，羅馬化：Aram Il'yich Khachaturian，1903年6月6日—1978年5月1日），苏联亞美尼亞族作曲家。
哈恰圖良生於格鲁吉亚第比利斯（當時屬於俄羅斯帝國）的一個亞美尼亞家庭。1921年他到了莫斯科，先在格涅辛音樂學院向米哈伊爾·格涅辛學習大提琴，之後並學習作曲，1929年他進入了莫斯科音樂學院，跟隨米亚斯科夫斯基學習。1930年，他與同學也是作曲家的妮娜·瑪卡洛娃結婚。1943年加入联共（布）。1951年起成為了莫斯科音樂學院的教授。
哈恰圖良的創作具有亞美尼亞民族音樂的特點，代表作有舞劇《斯巴達克斯》、《加雅涅》（曾於斯坦利·庫布里克的電影《2001太空漫遊》作為配樂，其中包含著名的《馬刀舞曲》）、《假面舞会组曲》等。他也是前亞美尼亞蘇維埃社會主義共和國國歌的作者。

## 影響
阿拉姆·哈恰圖良已成為亞美尼亞作曲家世代的標誌性人物。雖然他自己的風格被政治嚴格控制著，他的作品仍為新的風格和大膽的探索鋪平了道路。哈恰圖良鼓勵年輕作曲家嘗試新的聲音，找到自己的聲音。他豐富多彩的編排技巧，過去曾被肖斯塔科維奇等人欣賞，現在仍以其新鮮和活力為現代作曲家所稱道。哈恰圖良的影響力顯現在幾乎所有的亞美尼亞古典傳統的趨勢中，無論是交響樂還是室內樂。
受阿拉姆·哈恰圖良巨大影響的作曲家包括：
- 亚历山大·格里戈里耶维奇·阿鲁秋年
- 阿尔诺·巴巴扎年（英语：Arno Babajanian）
- 提格蘭·曼蘇里揚（英语：Tigran Mansurian）
- Edgar Hovhannisyan
- Edward Manukyan
- 洛里斯·切克納沃良（英语：Loris Tjeknavorian）
- 卡倫·哈恰圖良（英语：Karen Khachaturian）

作為指揮家，哈恰圖良錄製了一些商業錄音，其中包括1953年與國家愛樂樂團錄製的他的第二交響曲，1963年與維也納愛樂樂團錄製的交響樂，EMI選自《加雅涅》和《馬刀舞曲》的組曲和1954年與愛樂管弦樂團錄製他的小提琴協奏曲（大卫·奥伊斯特拉赫擔任獨奏）。後來，他錄製了一些立體聲錄音，包括他的小提琴協奏曲（再次與奥伊斯特拉赫合作），1977年俄羅斯光碟版的第二交響曲，選自加雅涅组曲的音樂。他的一些錄音之後以光碟的形式重新出版。